# Charp
Charp (ros. Харп) – osiedle typu miejskiego w azjatyckiej części Rosji, we wchodzącym w skład tego państwa Jamalsko-Nienieckim Okręgu Autonomicznym, położonym w północno-zachodniej Syberii.
Osada liczy 7 153 mieszkańców (1 stycznia 2005), głównie Rosjan i innych europejskich osadników. Niewielki udział w populacji miasta mają też rdzenni mieszkańcy Okręgu – Nieńcy.
16 lutego 2024 roku w tutejszej kolonii karnej zmarł Aleksiej Nawalny, działacz opozycyjny wobec Władimira Putina. 